# Tacheocampylaea
Tacheocampylaea es un género de caracoles de la familia Helicidae.

## Especies
Las especies del género Tacheocampylaea incluyen:
- Tacheocampylaea acropachia (Mabille, 1880)
- Tacheocampylaea carotii (Paulucci, 1882)
- Tacheocampylaea cyrniaca (Dutailly, 1867)
- Tacheocampylaea raspailii (Payraudeau, 1826)
- Tacheocampylaea romagnolii (Dutailly, 1867)
- Tacheocampylaea tacheoides (Pollonera, 1909)